# Tejeda
Tejeda är en kommun i Spanien. Den ligger i den autonoma regionen Kanarieöarna i sydvästra delen av landet, 1 800 km sydväst om huvudstaden Madrid. Antalet invånare är 1 826 (2024). Tejeda ligger påön Gran Canaria i  ögruppen Kanarieöarna.